# Вільям Бейзіл Вестон
Вільям Бейзіл Вестон (3 січня 1924 — 3 березня 1945) — англійський кавалер Хреста Вікторії, найвищої та найпрестижнішої нагороди за доблесть перед обличчям ворога, якою можуть бути нагороджені британські сили та сили Співдружності націй.

## Деталі
Вестону був 21 рік, і він був лейтенантом у Грін Ховардс (Власний Йоркширський полк Олександри, принцеси Уельської), Британської армії, прикріплений до 1-го батальйону Західний Йоркширський полк під час Другої світової війни, коли відбувся наступний подвиг, за який він був нагороджений VC.
3 березня 1945 року під час атаки на Мейктіла, Бірма, лейтенант Вестон командував взводом, який разом з рештою роти мав очистити район міста від ворога. Перед обличчям фанатичного опору він чудово керував своїми людьми, заохочуючи їх від однієї бункерної позиції до іншої. Коли він підійшов до останнього, особливо добре захищеного бункера, він упав поранений біля входу. Знаючи, що його люди не зможуть захопити позицію без великих втрат, він витягнув чеку з однієї зі своїх гранат, лежачи на землі, і навмисно підірвав себе разом з мешканцями бункера.

## Медаль Хреста Вікторії
Медаль Вільяма Бейзіла Вестона була передана в постійну позику музею Грін Ховардс у Річмонді, Йоркшир у 2001 році його племінником Бейзілом Вестоном з Алверстон.